# 브레소
브레소(Bresso, 밀라노어: Bress lmo)는 이탈리아 롬바르디아주의 밀라노 광역시에 있는 코무네로, 밀라노에서 북쪽으로 약 8 km 떨어진 곳에 위치한다. 2025년 기준 인구는 26,530명이며, 인구 밀도는 7,849명/km²로 나폴리도를 제외하고 이탈리아에서 가장 인구 밀도가 높은 코무네이다.
브레소는 다음 코무네들과 경계를 이룬다: 치니셀로발사모, 쿠사노밀라니노, 세스토산조반니, 코르마노 및 밀라노.
밀라노의 일반 항공 비행장은 브레소에 위치하며, 에어로 클럽 밀라노와 에어로 클럽 브레소가 이곳에 있다.

## 인구 통계
| 연도 | 인구  | ±%     |
| ---- | ----- | ------ |
| 1861 | 1,496 | —      |
| 1871 | 1,578 | +5.5%  |
| 1881 | 1,728 | +9.5%  |
| 1901 | 2,039 | +18.0% |
| 1911 | 2,504 | +22.8% |
| 1921 | 2,555 | +2.0%  |
| 1931 | 3,615 | +41.5% |
| 1936 | 3,822 | +5.7%  |

| 연도 | 인구   | ±%      |
| ---- | ------ | ------- |
| 1951 | 4,575  | +19.7%  |
| 1961 | 11,655 | +154.8% |
| 1971 | 32,043 | +174.9% |
| 1981 | 32,650 | +1.9%   |
| 1991 | 30,119 | −7.8%   |
| 2001 | 27,132 | −9.9%   |
| 2011 | 25,712 | −5.2%   |
| 2021 | 26,081 | +1.4%   |

## 교통
브레소 공항이 코무네에 있다.